# Xylota lenta
Xylota lenta är en tvåvingeart som beskrevs av Johann Wilhelm Meigen 1822. Xylota lenta ingår i släktet vedblomflugor, och familjen blomflugor.
Artens utbredningsområde är Tyskland. Inga underarter finns listade i Catalogue of Life.